# Pachypeza
Pachypeza es un género de escarabajos de la familia Cerambycidae. 

## Especies
Pachypeza contiene las siguientes especies:
- Pachypeza borealis Hovore & Giesbert, 1998
- Pachypeza ferruginea Martins, Galileo & de-Oliveira, 2009
- Pachypeza joda Dillon & Dillon, 1945
- Pachypeza marginata Pascoe, 1888
- Pachypeza panamensis Giesbert, 1987
- Pachypeza pennicornis Germar, 1824
- Pachypeza phegea Dillon & Dillon, 1945
- Pachypeza teres Pascoe, 1888